# Jo Inge Berget
Jo Inge Berget (født 11. september 1990) er en norsk professionel fodboldspiller, der spiller som angriber for den norske klub Sarpsborg 08. Han har spillet professionelt i sit hjemland, Italien, Wales, Skotland, Sverige og USA og debuterede for det norske landshold i 2012.
 Der er for få eller ingen kildehenvisninger i denne artikel, hvilket er et problem. Du kan hjælpe ved at angive troværdige kilder til de påstande, som fremføres i artiklen.